# SU Ursae Majoris-variabel
SU Ursae Majoris-variabeln är en typ av kataklysmisk variabel, en undergrupp till dvärgnovorna (UG). Det är frågan om stjärnor som karaktäriseras av att ha två typer av utbrott.
Den ena typen, ”vanliga utbrott”, är korta utbrott som liknar utbrotten hos SS Cygni-variabler (UGSS). Den andra typen, ”superutbrott”, är starkare, med ungefär 2 magnituder, och har en varaktighet som är minst fem gånger längre. Superutbrotten är inte lika ofta förekommande. Under superutbrotten uppvisar ljuskurvan periodiska variationer med 0,2-0,3 magnituder, som ganska väl överensstämmer med omloppstiden för dubbelstjärnans komponenter. Omloppstiden är kortare än 0,1 dygn.
Också SS Cygni-variablerna och Z Camelopardalis-variablerna räknas till dvärgnovorna.
Till SU Ursae Majoris-variablerna (UGSU) hör också två undertyper, ER Ursae Majoris-variablerna (UGER) och WZ Sagittae-variablerna (UGWZ). 
Prototypstjärnan SU Ursae Majoris varierar mellan visuell magnitud +10,8 och 16,0 under sina superutbrott. Perioden för dess ”normala” utbrott är 0,0763754 dygn eller 109,9806 minuter.